# Osvaldo Oelckers
Osvaldo Adolfo Oelckers Camus fue un abogado y profesor universitario chileno.

## Trayectoria académica
- Abogado por la Pontificia Universidad Católica de Valparaíso (LL.B).
- Doctor en Derecho por Universidad Complutense de Madrid, España (S.J.D).
- Diplomado de la Escuela Nacional de Administración Pública de España, Alcalá de Henares. *Diplomado en Derecho Aéreo.
- Diplomado en Derecho Agrario.
- Profesor de la cátedra de Derecho Administrativo Pontificia Universidad Católica de Valparaíso, Universidad Adolfo Ibáñez, Universidad de Valparaíso y Academia de Guerra Naval.
- Profesor del programa Master in Business Law de la Universidad Adolfo Ibáñez, Santiago y del programa de Magíster en Derecho de la Pontificia Universidad Católica de Valparaíso.
- Profesor de postgrados de la escuela de Derecho de la Universidad de Concepción.
- Investigador de la Cátedra Interamericana de investigación del Colegio de las Américas.
- Jefe del área jurídica del Centro de Estudios y asistencia legislativa (CEAL).
- Miembro del Comité Académico de la Facultad de Derecho de la Universidad Adolfo Ibáñez.

## Trayectoria política
- Consultor del Banco Interamericano del Desarrollo (BID).
- Miembro de numerosas Comisiones Oficiales Legislativas.
- Miembro fundador del Instituto Chileno de Derecho Administrativo.
- Ex Seremi de Justicia de la V Región.

## Publicaciones
Dentro de sus publicaciones destacan: 
- "Fundamentos indemnizatorios en razón del acto administrativo lícito que cause daño en el patrimonio del administrado", Revista de Derecho Público Nº 37-38, 1985, pp. 365-375.
- "La Constitución Política del Estado como fuente de Derecho Administrativo",
- "Las proyecciones de la Contratación Administrativa",
- "El Derecho Público ante la empresa".